# Peyrieu
Peyrieu település Franciaországban, Ain megyében. Lakosainak száma 918 fő (2022. január 1.). Peyrieu Brens, Izieu, Murs-et-Gélignieux, Prémeyzel, La Balme és Arboys en Bugey községekkel határos.

## Népesség
A település népességének változása:
| Lakosok száma | 574  | 558  | 560  | 779  | 828  | 850  | 873  | 886  | 897  | 918  |
|               | 1968 | 1982 | 1990 | 2006 | 2013 | 2015 | 2017 | 2019 | 2020 | 2022 |